# گراند جانکشن (آیووا)
گراند جانکشن (به انگلیسی: Grand Junction) شهری در ایالت آیووا کشور ایالات متحده آمریکا است که جمعیت آن در سرشماری سال ۲۰۱۰ میلادی، ۸۲۴ نفر بوده‌است.